# Luke Moore
Luke Isaac Moore (Birmingham, 1986. február 13. –) angol labdarúgó, jelenleg az első osztályú West Bromwich Albion játékosa.

## Pályafutása
2003–2008 között az Aston Villa labdarúgója volt.
2003–04-ben a Wycombe Wanderers, 2008-ban West Bromwich Albion csapatában szerepelt kölcsönben. 2008–2011 között a West Bromwich Albion szerződtetett játékosa volt, ahonnan 2010-ben kölcsönben a Derby County együttesében is megfordult. 2011–2013 között a walesi Swansea City, 2013–14-ben a török Elazığspor, 2014-ben az amerikai Chivas USA játékosa volt. 2014–2016 között a kanadai Toronto FC csapatában fejezte be az aktív játékot.
2005-ben öt alkalommal szerepelt az angol U21-es válogatottban.

## Sikerei, díjai
Aston Villa
- FA Youth Cup
  - győztes: 2001–02
  - döntős: 2003–04

## Külső hivatkozások
- Luke Moore pályafutásának statisztikái a Soccerbase oldalon (angolul)